# Companyia Imperial Britànica de l'Àfrica Oriental

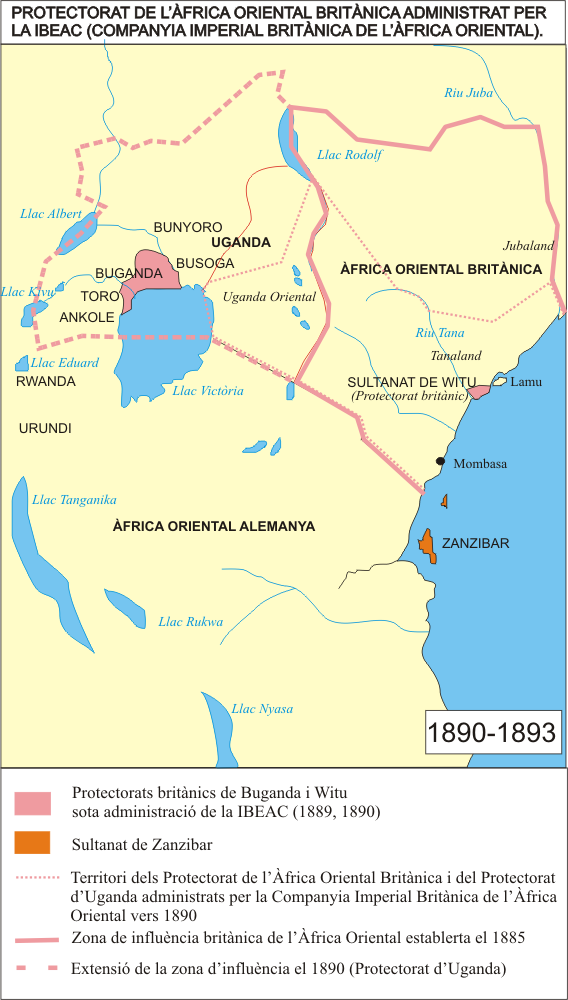
Mapa històric 1890-1893

La Companyia Imperial Britànica de l'Àfrica Oriental (Imperial British East Africa Company, IBEAC) fou una companyia privada britànica que va administrar el protectorat de l'Àfrica Oriental Britànica del 1888 (i de fet ja el 1887) fins al 30 de juny de 1895.

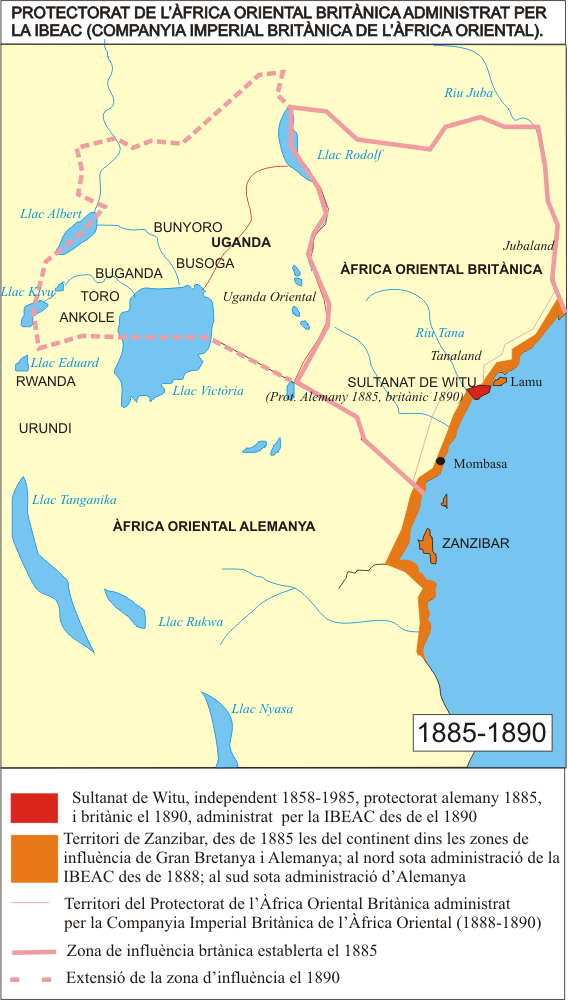
Mapa històric 1885-1890

Bandera de proa

Pavello blau

Pavello vermell

El 1886 els britànics consideraven donar l'administració de la seva zona d'influència a l'Àfrica oriental a una companyia privada, i van encoratjar a William Mackinnon, cap d'una companyia comercial, que tenia un acord de comerç i navegació amb el sultà de Zanzíbar, a assolir aquesta tasca i estendre la influència britànica a la zona. Mackinnon havia fundat el 1856 una companyia marítima a l'Índia, la Calcutta and Burma Steam Navigation Company, transformada el 1862 en la British India Steam Navigation Company. Els seus negocis es van estendre al comerç per l'oceà Índic, Birmània, el golf Pèrsic i la costa d'Àfrica oriental entre Aden i Zanzíbar. Sota l'impuls del govern anglès, Mackinnon va crear (25 de maig de 1887) la British East Africa Association que va administrar, per concessió del sultà, els territoris zanzibaresos entre el riu Tana (just als sud-oest del protectorat alemany de Witu) fins als territoris de l'Àfrica Oriental Alemanya al sud de Mombasa, en una línia de 240 km, territoris que, junt amb la seva continuació natural cap a l'interior, havien estat assignats a l'esfera d'influència britànica per la conferència de Berlín de 1885. El 3 de setembre de 1888 la companyia va rebre carta real de la reina Victòria (chartered) i es va transformar en la Imperial British East Africa Company (Companyia Imperial Britànica de l'Àfrica Oriental). Mombasa fou el centre d'operacions i va tenir una oficina administrativa a Shimoni a uns 80 km més al sud.
L'1 de juliol de 1890 després del tractat entre Gran Bretanya i Alemanya, el territori anomenat Wituland (Sultanat de Witu) va passar a protectorat britànic i administrat per la companyia. La regió costanera més al nord, domini feudal nominal del sultà de Zanzíbar, va passar a ser administrat també per la companyia, pagant un lloguer al sultà. Uganda va quedar també el 1890 dins l'esfera d'influència britànica. El rei de Buganda va acceptar el protectorat de la companyia el 1888 (confirmat el 1890), fins que el 1893 quan aquesta el va renunciar a favor del govern britànic i es va formar el protectorat d'Uganda formalment declarat el 1894 i ampliat el 1896. Els territoris administrats per la companyia, exclosa Uganda, eren uns 640.000 km². Una de les tasques encarregades a la companyia era la construcció d'un ferrocarril que havia d'unir Mombasa amb el Llac Victòria.
Els problemes a Buganda van culminar el gener de 1892 en una guerra civil entre el rei, els protestants (anglicans), els catòlics (francesos) i la companyia(vegeu Buganda). Frederick Lugard, encarregat per la companyia de construir una posició fortificada, va donar a l'IBEAC una notable victòria que va acabar en el tractat de 30 de març de 1892, però ja havia entrat en dificultat financeres pels diners gastats en les lluites.
La companyia va fer fallida el 30 de juny de 1895, i l'endemà, 1 de juliol, el govern britànic va declarar el protectorat d'Àfrica Oriental Britànica (British East Africa Protectorate), sota administració del Foreign Office fins al 1905 (Uganda fins al 1903) 

## Banderes
Probablement l'emblema (badge) li fou concedit a la companyia el 3 de setembre de 1888, i fou usat pels vaixells com a bandera de proa posat dins d'un cercle blanc a la Unió Jack, aparentment sense garlanda. L'emblema apareix en una esmena del Llibre de banderes de l'Almirallat britànic de 1889 i és diferent per usar als pavellons i al "jack" o bandera de proa. Sobre els pavellons s'aplicava directament sense disc blanc. Probablement la concessió de l'almirallat per ús de l'emblema al pavelló vermell és del 6 de març de 1890.